# Giuseppe Bertolucci
Giuseppe Bertolucci (Parma, 27 de febrer de 1947 – Diso, 16 de juny de 2012) fou un director i guionista italià de cinema.

## Biografia
Era el fill del poeta Attilio Bertolucci, germà més jove de Bernardo Bertolucci i cosí del productor italià Giovanni Bertolucci.
Es va iniciar en el món del cinema ajudant el seu germà Bernardo en el llargmetratge Strategia del Ragno (1970). Tots dos van treballar junts en diferents projectes al llarg de la seva trajectòria, entre aquests en el guió de la pel·lícula Novecento (1976), que va tenir com a actors Robert De Niro, Donald Sutherland, Gérard Depardieu i Burt Lancaster.
Entre les seves obres més conegudes com a director destaquen I cammelli (1988) i Berlinger tu voglio bene (1977), protagonitzada per l'oscaritzat Roberto Benigni, amb qui va col·laborar en nombroses ocasions, entre aquestes en Effetti personalitat (1983) i Tuttobenigni (1983)
Va ser membre del jurat del Festival de Venècia el 2000 i director de la Cineteca de Bolonya.
La seva parella, Lucilla Albano, i el seu germà gran, Bernardo Bertoluccia van anunciar la seva mort el 16 de juny del 2012 als mitjans de comunicació italians. Va morir als 65 anys a Diso a la província de Lecce, al sud d'Itàlia, després d'un període de malaltia.

## Filmografia

### Director
Cinema
- Berlinguer ti voglio bene (1977)
- Oggetti smarriti (1980)
- Segreti segreti (1984)
- Strana la vita (1987)
- I cammelli (1988)
- Amori in corso (1989)
- La domenica specialmente, episodi del film La domenica specialmente (1991)
- Troppo sole (1994)
- Tino e Tano - curtmetratge (1996)
- Il dolce rumore della vita (1999)
- L'amore probabilmente (2001)

Documental
- I poveri muoiono prima, codirigida amb Franco Arcalli, Bernardo Bertolucci, Lorenzo Magnolia, Giorgio Pelloni, Mimmo Rafele, Marlisa Trombetta (1971)
- Abicinema (1975)
- Se non è ancora la felicità (1976)
- Panni sporchi (1980)
- Tuttobenigni (1983)
- L'addio a Enrico Berlinguer (1984)
- Bologna, episodi del film 12 registi per 12 città (1989)
- Il Correggio ritrovato (1991)
- In cerca di Montale (1996)
- Come un cieco tra i mobili di casa (1999)
- Ragioni politiche - Incontro con Vittorio Foa (2000)
- Segni particolari (2003)
- Il cinema ritrovato - Istruzioni per l'uso (2004)
- Pasolini prossimo nostro (2006)
- La rabbia di Pasolini (2008)

### Actor
- Strategia del ragno, dei Bernardo Bertolucci (1970)
- Bertolucci secondo il cinema, de Gianni Amelio (1976)
- Anch'io ero comunista, de Mimmo Calopresti (2011)

### Guionista
- Novecento, dirigida per Bernardo Bertolucci (1976)
- La lluna, dirigida per Bernardo Bertolucci (1979)
- Tu mi turbi, dirigida per Roberto Benigni (1982)
- Non ci resta che piangere, dirigida per Roberto Benigni e Massimo Troisi (1984)
- Il piccolo diavolo, dirigida per Roberto Benigni (1988)

### Televisió
Director
- Andare e venire - telefilm (1972)
- Vita da Cioni - sèrie de televisió (1978)
- Effetti personali, co-dirigida amb Loris Mazzetti - telefilm (1983)
- Quaderni di città - sèrie de televisió, episodi Il perché e il percome (1986)
- Il congedo del viaggiatore cerimonioso - telefilm (1991)
- Una vita in gioco 2 - telefilm (1992)
- Il pratone del Casilino - teleteatre (1995)
- Quer pasticciaccio brutto de via Merulana - teleteatre (1996)
- Ferdinando - teleteatre (1996)
- Alfabeto italiano - sèrie de televisió, episodi In cerca della poesia. Tracce e indizi (1999)
- Luparella - teleteatre (2002)
- Raccionepeccui - teleteatre (2005)
- Na specie de cadavere lunghissimo - teleteatre (2006)
- Un paese chiamato Po - documental TV (2009)
- L'ingegner Gadda va alla guerra - teleteatre (2012)